# Maria Helleberg
Maria Helleberg (født 2. januar 1956 på Frederiksberg) er en dansk forfatter. Hun skriver fortrinsvis historiske romaner.